# Odwzorowania otwarte i domknięte
Odwzorowanie otwarte i odwzorowanie domknięte – terminy w topologii odnoszące się do specjalnych własności funkcji pomiędzy przestrzeniami topologicznymi.

## Definicje
Niech {\displaystyle (X,\tau _{X})} i {\displaystyle (Y,\tau _{Y})} będą przestrzeniami topologicznymi. Powiemy, że funkcja {\displaystyle f\colon X\longrightarrow Y} jest otwarta, jeśli obraz każdego otwartego podzbioru {\displaystyle X} jest otwarty w {\displaystyle Y.} Tak więc {\displaystyle f} jest odwzorowaniem otwartym wtedy i tylko wtedy, gdy
{\displaystyle {\big (}\forall A\in \tau _{X}{\big )}{\big (}f(A)\in \tau _{Y}{\big )}.}
Pojęcie funkcji domkniętej jest wprowadzane podobnie, zastępując zbiory otwarte przez podzbiory domknięte. Czyli {\displaystyle f} jest odwzorowaniem domkniętym wtedy i tylko wtedy, gdy obraz każdego zbioru domkniętego jest domknięty, który to warunek można zapisać jako
{\displaystyle {\big (}\forall A\in \tau _{X}{\big )}{\big (}Y\setminus f(X\setminus A)\in \tau _{Y}{\big )}.}
W powyższych definicjach nie zakładano żadnych dodatkowych własności funkcji {\displaystyle f,} w szczególności nie musi być ona ciągła. Jednak niektórzy autorzy wymagają dodatkowo, że funkcja {\displaystyle f} jest ciągła (wtedy więc odwzorowania otwarte i odwzorowania domknięte są funkcjami ciągłymi), por. Kuratowski, Engelking

## Przykłady
- Każdy homeomorfizm przestrzeni topologicznych jest zarówno odwzorowaniem otwartym, jak i odwzorowaniem domkniętym.
- Rzut odwzorowujący trójwymiarową przestrzeń euklidesową na daną płaszczyznę jest ciągłym odwzorowaniem otwartym, które nie jest domknięte. Podobnie dla rzutów płaszczyzny na proste.
- Jeśli {\displaystyle X=\prod \limits _{i\in I}X_{i}} jest produktem Tichonowa przestrzeni topologicznych, {\displaystyle j\in I} oraz

{\displaystyle \pi _{j}\colon X\longrightarrow X_{j}:{\bar {x}}=\langle x_{i}:i\in I\rangle \mapsto x_{j}}
jest rzutem na {\displaystyle j}-tą współrzędną, to {\displaystyle \pi _{j}} jest ciągłym odwzorowaniem otwartym z przestrzeni {\displaystyle X} na przestrzeń {\displaystyle X_{j}.}
- Jeśli {\displaystyle Y} jest przestrzenią dyskretną, to każda funkcja {\displaystyle f\colon X\longrightarrow Y} jest odwzorowaniem domkniętym i otwartym (ale taka funkcja nie musi być ciągła).
- Funkcja {\displaystyle g\colon \mathbb {R} \longrightarrow \mathbb {R} :r\mapsto r^{2}} jest ciągłą funkcją domkniętą. Nie jest ona otwarta (np. obraz całej przestrzeni nie jest otwartym podzbiorem {\displaystyle \mathbb {R} }). Natomiast ta sama funkcja traktowana jako odwzorowanie {\displaystyle g\colon \mathbb {R} \longrightarrow [0,\infty )} jest otwarta. Przykład ten pokazuje, że pojęcia wprowadzone tutaj zależą od wyboru przeciwdziedziny funkcji.

## Charakteryzacje i własności
- Niech {\displaystyle f\colon X\longrightarrow Y.} Wówczas

(a) {\displaystyle f} jest odwzorowaniem otwartym wtedy i tylko wtedy, gdy dla każdego zbioru {\displaystyle B\subseteq Y} i każdego domkniętego zbioru {\displaystyle A\subseteq X,} takiego że {\displaystyle f^{-1}(B)\subseteq A,} istnieje zbiór domknięty {\displaystyle C\subseteq Y,} taki że {\displaystyle B\subseteq C} i {\displaystyle f^{-1}(C)\subseteq A;}
(b) {\displaystyle f} jest odwzorowaniem domkniętym wtedy i tylko wtedy, gdy dla każdego zbioru {\displaystyle B\subseteq Y} i każdego otwartego zbioru {\displaystyle A\subseteq X,} takiego że {\displaystyle f^{-1}(B)\subseteq A,} istnieje otwarty zbiór {\displaystyle C\subseteq Y,} taki że {\displaystyle B\subseteq C} i {\displaystyle f^{-1}(C)\subseteq A.}
- Złożenie funkcji otwartych jest funkcją otwartą, podobnie złożenie funkcji domkniętych jest odwzorowaniem domkniętym.
- Funkcja {\displaystyle f\colon X\longrightarrow Y} jest odwzorowaniem otwartym wtedy i tylko wtedy, gdy istnieje baza {\displaystyle {\mathcal {B}}} topologii na {\displaystyle X,} taka że {\displaystyle f(U)} jest otwarte w {\displaystyle Y} dla każdego {\displaystyle U\in {\mathcal {B}}.}
- Jeśli {\displaystyle X} jest przestrzenią zwartą i {\displaystyle Y} jest przestrzenią Hausdorffa, to każda funkcja ciągła {\displaystyle f\colon X\longrightarrow Y} jest odwzorowaniem domkniętym.
- Przypuśćmy, że odwzorowanie {\displaystyle f\colon X\longrightarrow Y} jest funkcją wzajemnie jednoznaczną. Wówczas następujące warunki są równoważne:

(i) Odwzorowanie {\displaystyle f} jest homeomorfizmem.
(ii) Odwzorowanie {\displaystyle f} jest domknięte i ciągłe.
(iii) Odwzorowanie {\displaystyle f} jest otwarte i ciągłe.
(iv) Dla każdego zbioru {\displaystyle A\subseteq X,}
{\displaystyle f(A)} jest domknięty w {\displaystyle Y} wtedy i tylko wtedy, gdy {\displaystyle A} jest domknięty w {\displaystyle X.}
(v) Dla każdego zbioru {\displaystyle A\subseteq X,}
{\displaystyle f(A)} jest otwarty w {\displaystyle Y} wtedy i tylko wtedy, gdy {\displaystyle A} jest otwarty w {\displaystyle X.}